# Pangium edule
Espèce
Classification APG III (2009)
Pangium edule ou Pangi (en indonésien : keluak ou keluwak ; en malais : kepayang) est une espèce de plantes à fleurs de la famille des Achariaceae. C'est un arbre issu de la mangrove indonésienne, malaisienne et papoue). Il produit un fruit toxique qui peut devenir comestible par fermentation. Ses graines, elles aussi toxiques pour l'homme, font partie du régime alimentaire du babiroussa (Babyroussa babyrussa).

## Description
Le pangi est un très grand arbre pouvant atteindre une soixantaine de mètres de hauteur.
Ses racines forment un contrefort.

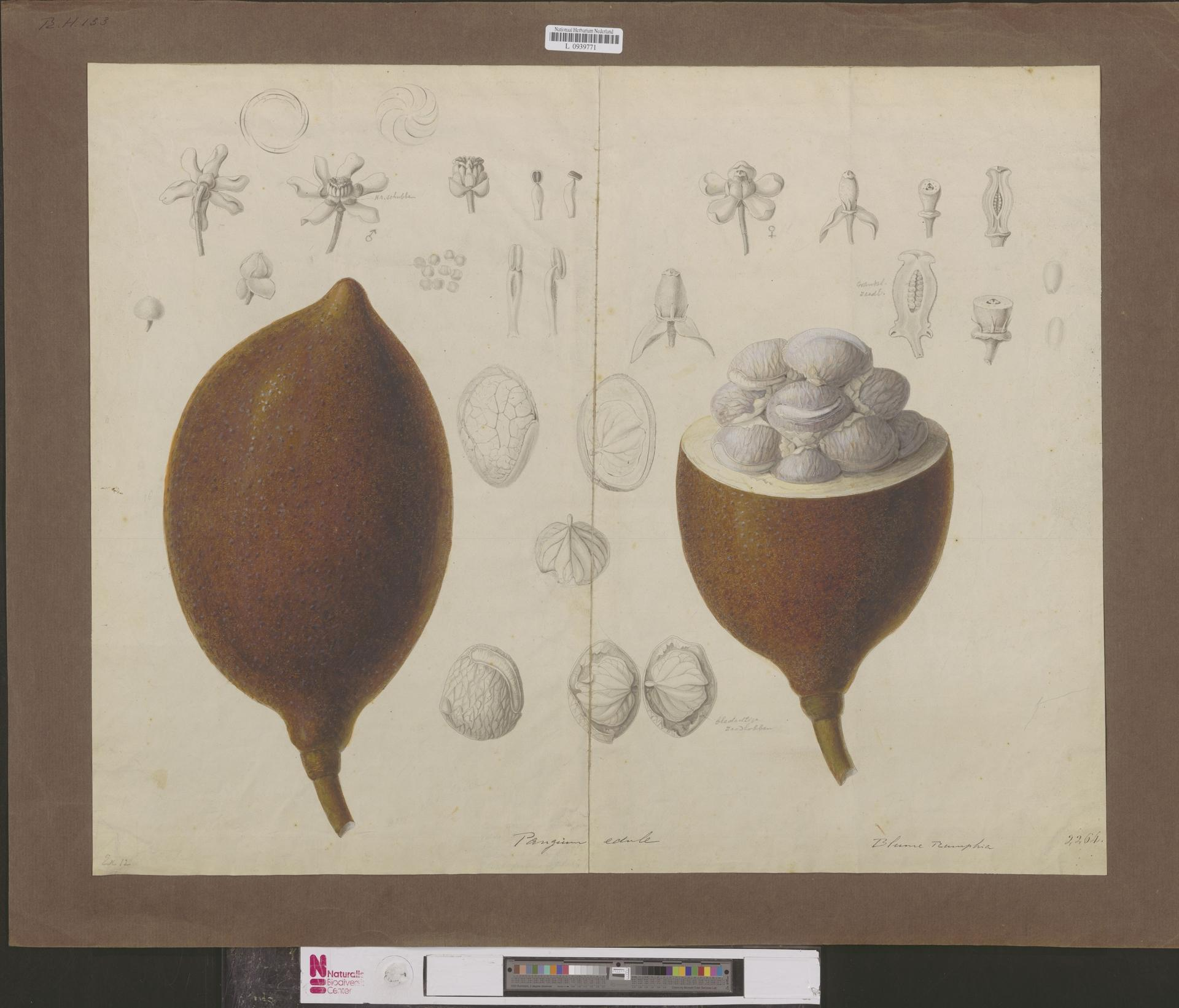
Fruit et graines, Centre de biodiversité Naturalis, Leyde, aux Pays-bas.

Les fruits mesurent de 12 à 30 cm de long ; les graines peuvent atteindre 5 cm de longueur.

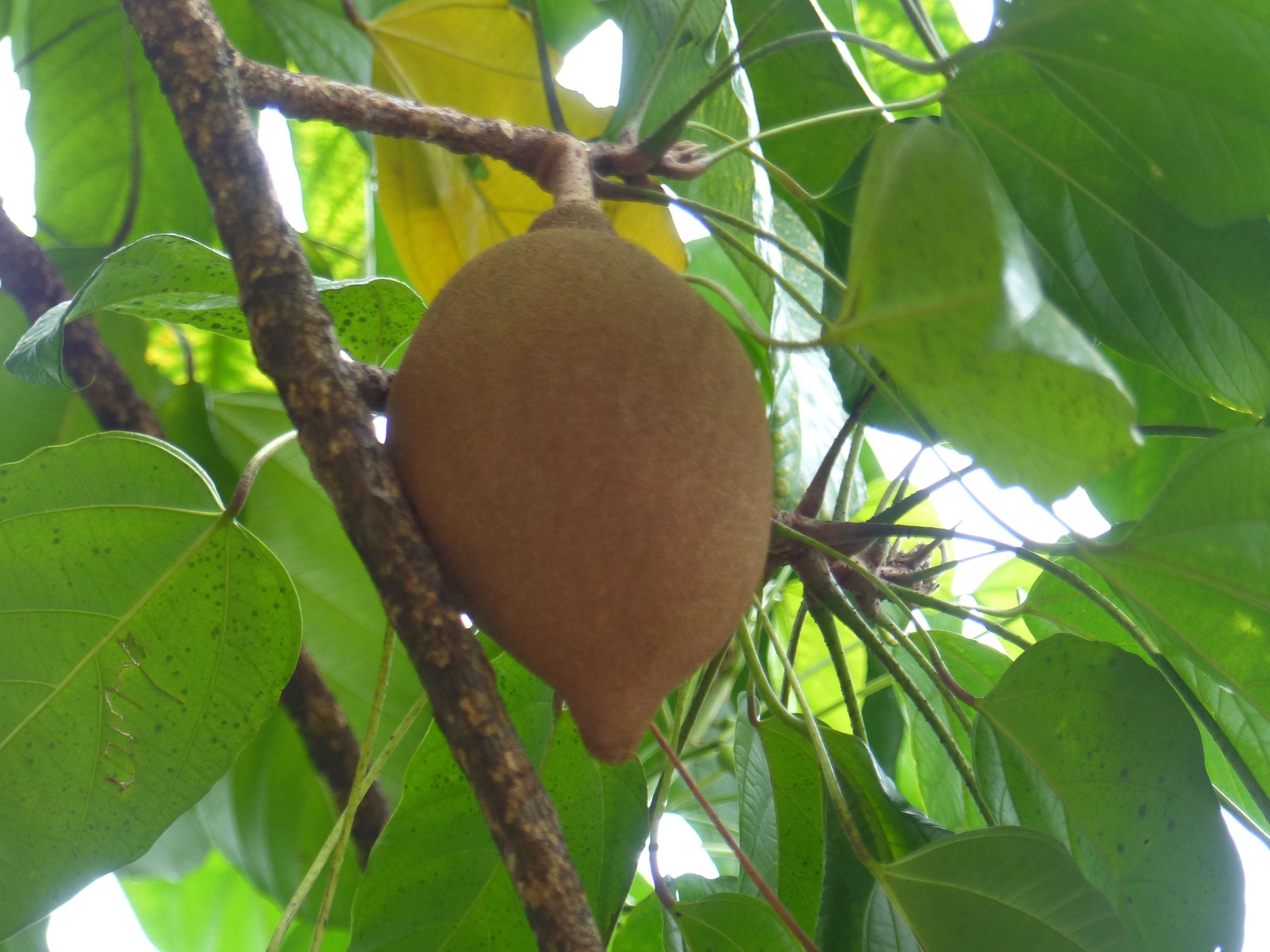
Fruit.
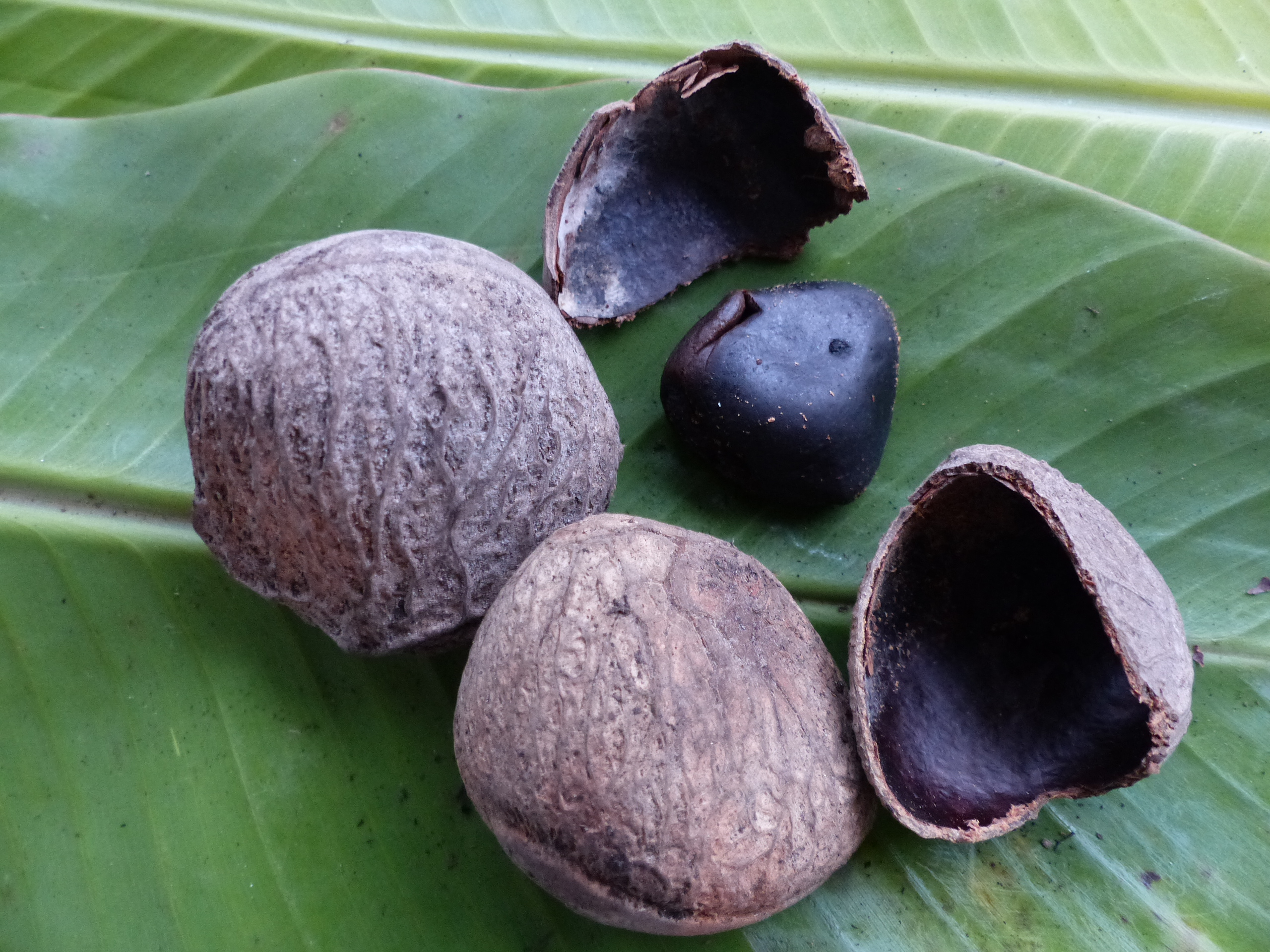
Graines.

## Usages culinaires

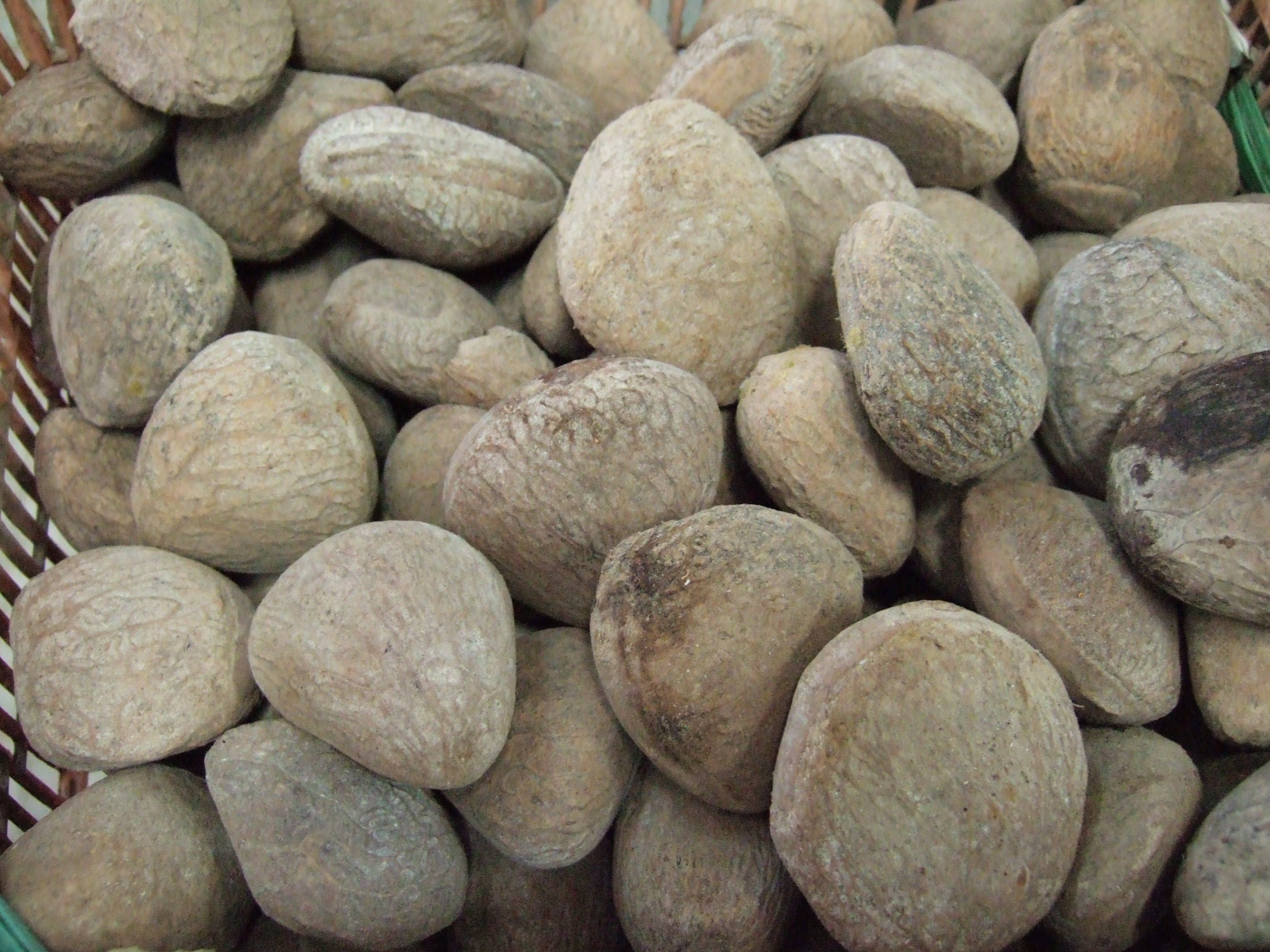
Graines de Pangium edule utilisées comme épices dans la cuisine indonésienne (ragout de bœuf rawon).

Le fruit, comme la graine, contient du cyanure d'hydrogène et peut s'avérer mortel s'il est consommé sans préparation préalable,, : il doit être préparé par rôtissage et macération pour éliminer la toxicité.
En Asie du Sud-Est, les graines sont d'abord longuement bouillies puis enveloppées avec de la cendre dans des feuilles de bananier. Et pour finir, elles sont enfouies sous terre durant quarante jours, où elles vont adopter une couleur blanche, crémeuse, pour virer au marron foncé ou au noir. Ce long processus permet la dissolution et l'élimination des cyanures.
Les noyaux doivent alors être moulus pour donner un jus noir et épais appelé rawon. Par dessication, on obtient une poudre d'épice noire utilisable en cuisine.
Plusieurs plats en sont issus, comme le nasi rawon, ragout de bœuf dans une pâte de keluwek et dans du sambal rawon. Un ragout similaire à base de bœuf ou de poulet existe à Java Est. Un plat toraja appelé pammarrasan (épices, poisson ou viande, légumes) utilise de la poudre de keluak noir. À Singapour et en Malaisie, les graines sont très connues comme ingrédient dans un ayam (poulet) ou babi (porc) buah keluak,, un plat de la cuisine nyonya.

## Nutrition
Les parties comestibles de la plante sont une source de Vitamine C et de fer.

## Traductions
- Indonésien[14] :
  - keluak, kluwak (noté kloewak en néerlandais[15]), kluak, kluwek, keluwek.
  - pucung ou pucing (en soundanais).
  - rawan ou rawon (adjectif faisant référence au plat préparé avec les graines).
- Malais[14] :
  - kepayang.
  - payang.
- Kadazan[14] :
  - panggi.